# ポリス (ブランド)
ポリス（POLICE）は、イタリアのジュエリーブランドである。主にサングラス、メガネ、ネックレス、指輪、香水、腕時計、財布などのアクセサリー部門を展開している。

## 概要
1983年 De Rigo兄弟によって、最初はサードパーティ向けのサングラスの製造を専門とする会社であるCharme Lunetのブランドとして発売された。
1997年 香水シリーズを発売。
2003年 腕時計を発売。
2008年 アパレルブランドとして発表。

## その他
サングラスは、海外ではサッカー選手のデビッド・ベッカムや俳優のジョージ・クルーニー、日本ではEXILEのATSUSHIなどがイメージキャラクターとして起用されている。